# たぁ〜た〜ず
たぁ〜た〜ずとは、石川県を中心に活動していたデュオ。正式な書き方は『父2』。「たーたー」は金沢弁で『お父さん・オヤジ』のこと。
2002年に秋元康プロデュースの｢香林坊節｣でデビュー。キャッチフレーズは『おじさんのKinKi Kids』（命名者は秋元）。2003年に日本歌手協会のオーディションに合格し、会員となる。
二人ともデビュー前は各種カラオケ大会に出場しては上位入賞する『コンテストの常連』だったが、演歌志向の嶌村に対し、吉川はフォーク志向（松山千春の大ファン）で、ともに活動することがなかった。『おーい!ニッポン・石川県の歌』のオーディションで秋元に勧められコンビ結成。息の合ったユニゾンを聞かせていた。
音楽性の違いなどを理由に2009年3月に解散した。

## メンバー
- 嶌村義隆（しまむらよしたか：1950年6月3日生まれ・愛称はシマちゃん）
  - 解散後は、台湾の治水事業に尽力した郷土の英雄・八田與一を讃える歌「嗚呼!フォルモサ ダムの父」を歌うかたわら、北陸放送ラジオ｢シマちゃんのつるつるいっぱい｣(土曜15:30～15:45)、ラジオななお｢嶌ちゃんの聞きまっしま笑いまっしま｣に出演中。

- 吉川幸典（よしかわゆきのり：1953年6月25日生まれ・愛称はユキ坊）
  - たぁ〜た〜ず結成前に東芝EMIからソロデビューしていた。解散後は歌謡教室を運営する一方、自らのガン闘病経験から県内各地の病院を回るチャリティーコンサートを展開中。

## ディスコグラフィー
香林坊節
作詞：秋元康、作曲:後藤次利
2002年4月24日、日本クラウンよりリリース。同年5月5日放送の『おーい、ニッポン・今日はとことん石川県』（BS2）にて、石川県の歌として作られた。
定年間近（団塊の世代）のサラリーマンの心情（人生回顧･後輩への思いなど）を歌にしたもの。
なお、このマキシシングルに使われているジャケットの写真は、ひがし茶屋街であり、香林坊からは車で約10分の所にある。
かまくら逍遥
2005年1月13日、キングレコードよりリリース。後述『今日も元気!』エンディングテーマとして使われていた。
翔け世界の頂点へ〜松井秀喜応援歌〜
2006年9月27日、テイチクレコードよりリリース。2007年に英語版も制作された。

## 過去の出演番組
- 父2の今日も元気!

MROラジオで月曜19:00-19:15に放送されていた番組。内容は『近況報告』と『テーマトーク』。
『テーマトーク』ではまずテーマに関係ある曲が流れ（ジャンル問わず）、その曲に乗せてトークが始まり、最後は父2の曲（2007年現在は『翔け世界の頂点へ』）で締めくくるのが“お約束”となっていた。
ゲストは県内で活躍するローカル歌手が多いが、まれにメジャーな歌手が電話で出演することもあった。
- 父2の笑タイム（ラジオななお）